# Guardiani della notte
I Guardiani della Notte (Night's Watch) sono un'organizzazione immaginaria presente nella saga di romanzi fantasy Cronache del ghiaccio e del fuoco (A Song of Ice and Fire) di George R. R. Martin.

## Caratteristiche
(Giuramento dei Guardiani della notte)
I Guardiani della Notte sono una confraternita che si dedica esclusivamente alla difesa della Barriera, l'ultimo baluardo che divide il continente di Westeros dalla Terra dell'Eterno Inverno abitata dai bruti, da animali feroci e soprattutto dagli Estranei.
I guardiani sono soprannominati Corvi neri o uomini in nero per il loro abbigliamento: essi offrono la loro vita al servizio della confraternita con un sacro giuramento in cui rinunciano a ogni cosa, averi, titoli e discendenza, per dedicarsi interamente alla difesa della Barriera. L'espressione colloquiale prendere il nero significa prestare giuramento a tali obblighi.
Nei tempi passati la Barriera era presidiata da diciannove fra castelli e fortificazioni. Col passare degli anni, però, i re si disinteressarono alla protezione del confine del Nord e sempre meno uomini andarono a indossare il nero, così rimasero pochi uomini e solo tre castelli a difendere il continente dai pericoli dell'estremo Nord.
Per cercare di rimediare alla carenza di volontari, vennero perciò mandati alla barriera canaglie e criminali, dando loro la possibilità di una condanna alternativa, fornendo così nuove braccia alla poche rimaste, ma indebolendo lo spirito di lealtà e onestà all'interno della confraternita. L'Ordine è fondato su una pura meritocrazia, pertanto è uno dei pochi luoghi di Westeros dove un uomo comune, un bastardo e un reietto, hanno le stesse possibilità di un Lord o di un Cavaliere di salire in alto e guadagnare prestigio.
Attualmente sono solo tre i castelli presidiati e i Guardiani della notte sono rimasti in meno di mille.

## Castelli dei Guardiani della Notte
Nei tempi passati furono costruiti diciannove castelli lungo tutta la Barriera ma man mano che il numero dei guardiani diminuiva, i confratelli cominciarono ad abbandonarne alcuni. Ai tempi delle Cronache solo tre castelli sono presidiati. Costruiti dietro la protezione della Barriera, in realtà la maggior parte non sono veri e propri castelli ma fortificazioni senza i muri perimetrali. Sono stati costruiti in questa maniera perché sono concepiti per difendere dagli attacchi provenienti da nord ma non da sud, fornendo così ai Sette Regni la garanzia contro una possibile ribellione dell'ordine.
Da ovest verso est, ecco la lista dei castelli, di cui solo tre presidiati:

### Torre delle Ombre (The Shadow Tower)
Presidiata da 200 confratelli al comando di Ser Denys Mallister.

### Forte della Notte (The Nightfort)
È il più antico e grande tra i castelli dei Guardiani della Notte. Ospita il Portale delle Tenebre (un antico portale che si apre solo ai Guardiani della Notte e consente l'attraversamento della Barriera). È da tempo caduto in disuso.

### Porta della Regina (Queensgate)
Originariamente chiamato Porta della Neve (Snowgate), fu rinominato in onore della regina Alysanne, che vi passò una notte.

### Castello Nero (Castle Black)
È il castello più grande tra quelli attualmente presidiati dai Guardiani della Notte; sono qui presenti 600 confatelli. È costituito da torri di pietra e fortini di tronchi, ormai in rovina; non possiede mura. Qui si trova abitualmente il Lord Comandante dei Guardiani della Notte; nei primi libri è comandato da ser Jeor Mormont, finché nel Il portale delle tenebre viene eletto comandante Jon Snow.

### Forte Orientale (Eastwatch-by-the-Sea)
È il più piccolo e orientale tra i castelli ancora presidiati dai Guardiani della Notte. È affacciato sul mare, possiede l'unico porto della confraternita ed è comandato da Cotter Pyke.

## Ruoli
- Ranger
I ranger rappresentano il corpo armato dell'organizzazione, sono i responsabili della difesa attiva della Barriera combattendo contro i nemici e rappresentano il cuore guerriero della confraternita in nero. Il loro comandante è il Primo Ranger. Essi sono la posizione più ambita dagli iniziati perché come Rangers possono dimostrare il loro valore guerriero. Diventare un Ranger è difficile perché bisogna essere i migliori durante l'addestramento ed è anche molto rischioso perché deputati ai pattugliamenti all'infuori sono preda dei briganti e dei morti viventi.
- Costruttori
I costruttori hanno vari compiti, primo tra tutti la manutenzione della Barriera. Sono inoltre addetti alla manutenzione delle torri e dei forti di guardia, a spaccare pietre da ridurre in ghiaia per i camminamenti sulla Barriera, abbattono gli alberi per fermare l'avanzata della foresta verso la barriera. In tempi passati, quando la confraternita era molto più potente, si addentravano nella Foresta stregata per estrarre enormi blocchi di ghiaccio dai laghi per poi trascinarli su slitte sino alla Barriera e con essi rinforzarla e sopraelevarla[2]. Sono comandati dal Primo Costruttore.
- Attendenti
Gli attendenti riforniscono la Barriera, andando a caccia, raccogliendo legname, pietre, cibo. Il comando degli attendenti è affidato al Lord Attendente. Gli attendenti sono scelti tra coloro che dimostrano scarse capacità militari, tuttavia il loro ruolo è fondamentale perché essi possono apprendere le discipline scientifiche custodite nella biblioteca e tra gli attendenti viene scelto colui che diventerà il maestro ovvero il medico e custode del sapere tra i Guardiani.
- Lord Comandante
È a capo dell'intera confraternita, il Lord Comandante è una carica a vita; può essere scelto tra uno qualsiasi dei Guardiani della notte e la sua nomina richiede il voto di ogni confratello, ripetendo la procedura di votazione fino al raggiungimento dei due terzi dei voti. Attualmente il Lord Comandante è Lord Jon Snow, il Novecentonovantottesimo.

Il Lord Comandante ha un potere assoluto sulle decisioni che devono essere rispettate da tutti, è anche il giudice supremo che decide della vita e della morte dei confratelli accusati di tradimento e diserzione.

## Confratelli

### Jeor Mormont
Detto "Vecchio Orso" (ha 68 anni al momento delle vicende descritte ne Il gioco del trono), è il 997° lord comandante della confraternita dei Guardiani della notte. Mormont deve il suo soprannome al fatto che, prima di entrare nella confraternita, fosse il lord dell'isola dell'orso, raffigurato anche nello stemma araldico della sua famiglia. Sua sorella, Maege Mormont, si schiererà a fianco del Re del nord Robb Stark, mentre ser Jorah Mormont, suo figlio, è al servizio della regina Daenerys Targaryen. Jeor Mormont porta sempre con sé un corvo nero capace di pronunciare alcune parole, che gli sta appollaiato sulla spalla. Nonostante il carattere burbero, è un uomo forte e onesto. Ama il vino caldo speziato.
Dopo che Jon Snow lo salva da un attacco di un non morto, gli dona la sua preziosa spada di acciaio valyriano, Lungo Artiglio, dopo aver fatto sostituire la testa di orso che decora il pomello con quella di un metalupo. Organizza poi una spedizione di circa 300 Guardiani oltre la Barriera, che si concluderà con la rovinosa battaglia del Pugno dei primi Uomini. Viene ucciso dai suoi stessi uomini durante una rivolta al Castello di Craster.  Mentre giace morente, chiede a Sam di mandare un messaggio al figlio Jorah: il suo ultimo desiderio è quello di perdonare il figlio per i suoi crimini e permettergli di tornare a casa per prendere il nero, liberandolo dal suo esilio.
Nella serie televisiva Il Trono di Spade, tratta dai romanzi, è interpretato da James Cosmo e in italiano è doppiato da Michele Gammino.

### Jon Snow
È uno dei protagonisti della saga, entra a far parte dei Guardiani della notte molto giovane, ne Tempesta di spade diventa il 998° Lord Comandante della confraternita.

### Benjen Stark
Primo Ranger, fratello più giovane di lord Eddard Stark e zio di Jon Snow; è disperso oltre la Barriera.

### Maestro Aemon
Maestro cieco del Castello Nero, uno degli ultimi Targaryen in vita. Muore durante la traversata in mare tra il Forte Orientale e Vecchia Città.

### Samwell Tarly
Figlio di Randyll Tarly, attendente del Maestro Aemon.

### Yoren
È il confratello reclutatore dei Guardiani della notte, il suo compito è girare per i Sette Regni alla ricerca di nuovi adepti per la confraternita, che scova principalmente nelle prigioni delle città che visita. Conosce e simpatizza con Tyrion Lannister durante la visita di quest'ultimo alla Barriera e con lui arriva a Grande Inverno recando la notizia della scomparsa di Benjen Stark oltre la Barriera. Accompagna il Folletto nel prosieguo del suo viaggio verso sud, ma quando quest'ultimo viene fatto prigioniero da Catelyn Stark nei pressi di una locanda, prosegue da solo il viaggio verso Approdo del re con la speranza di raggiungere la capitale il prima possibile per avvertire lord Eddard Stark di quanto successo. Successivamente viene ricevuto ufficialmente a corte dal lord Primo Cavaliere. Lord Eddard Stark chiede ai cavalieri presenti a corte se qualcuno volesse onorare la propria casata entrando nei Guardiani della notte, ma poiché nessuno si fa avanti permette a Yoren di andare nelle segrete della Fortezza Rossa a scegliersi quanti prigionieri volesse. Aiuta Arya a scappare da Approdo del re, e rimane ucciso dagli uomini dei Lannister nel tentativo di nasconderla.
Nella serie televisiva Il Trono di Spade, tratta dai romanzi, è interpretato da Francis Magee e in italiano è doppiato da Saverio Indrio.

### Alliser Thorne
Maestro d'armi del Castello Nero. Ufficiale sulla cinquantina, massiccio e glaciale. Tratta le reclute con estrema durezza, affibbiando loro soprannomi e sottoponendoli a continue umiliazioni. Sarà lui a soprannominare Jon "Lord Snow". Prima di prendere il Nero, fu cavaliere investito e combatté valorosamente ad Approdo del Re dalla parte dei Targaryen durante la ribellione di Robert Baratheon. Dopo la sconfitta fu costretto ad unirsi ai Guardiani della notte da lord Tywin Lannister .
Alliser non perde mai occasione per provocare Jon: la sera in cui il giovane viene a sapere dell'arresto di Eddard Stark ad Approdo del Re, si prende gioco di lui e Jon prova ad attaccarlo con un coltello, prima di essere fermato e messo agli arresti. La mutua ostilità tra i due, e la presenza di vecchi amici di Alliser a corte, spingono il comandante Jeor Mormont a inviare il maestro d'armi ad Approdo del Re per chiedere a re Joffrey Baratheon rinforzi per l'ordine dei Guardiani. A un certo punto, probabilmente dopo il suo ritorno da Approdo del Re, Jeor Mormont manda Alliser al Forte Orientale, dove si occupa dell'addestramento delle reclute. Torna al Castello Nero poco prima dell'assedio di Mance Rayder, dove diventa un sostenitore di Janos Slynt.
In seguito Jon, diventato nuovo Lord Comandante, ordina ad Alliser di guidare alcuni uomini in un'esplorazione oltre la Barriera. Alliser è infuriato, ma accetta per non dare a Jon un motivo di ucciderlo, e promette che sarebbe tornato in un modo o nell'altro.
Nella serie televisiva Il Trono di Spade, tratta dai romanzi, è interpretato da Owen Teale e in italiano è doppiato da Stefano Mondini.

### Donal Noye
Fabbro e armaiolo del Castello Nero. Prima di prendere il Nero, era il fabbro di Stannis Baratheon; in seguito alla rivolta di suo fratello Robert, durante l'assedio di Capo Tempesta da parte di truppe lealiste Targaryen, un colpo d'ascia e la successiva infezione lo costrinsero all'amputazione di tutto il braccio sinistro. Si racconta che sia stato lui a forgiare il martello da guerra con cui Robert Baratheon abbatté Rhaegar Targaryen nella battaglia del Tridente. Aveva forgiato la prima spada di Stannis Baratheon. Dopo aver affidato la barriera a Jon Snow, muore difendendo la porta contro un gigante, non prima di averlo ucciso.

### Cotter Pyke
Comandante del Forte Orientale. Nato in una cantina da una serva di una taverna. Ha il cognome usualmente dato ai bastardi delle Isole di ferro.

### Qhorin il monco
Forse è il migliore combattente tra i Guardiani della notte, nonostante possa usare solo la mano sinistra. Dal carattere autoritario ma solidale, simpatizza con Jon Snow quasi subito al Pugno dei Primi Uomini, quando gli viene affidato il ragazzo per una missione in avanscoperta oltre le linee dei bruti. Si lascia uccidere in duello da Jon Snow per permettergli di infiltrarsi tra i bruti.
Nella serie televisiva Il Trono di Spade, tratta dai romanzi, è interpretato da Simon Armstrong e in italiano è doppiato da Diego Reggente.

### Albett
Detto "Pustola".

### Bowen Marsh
È il Lord Attendente; è a capo della cospirazione contro Jon Snow; i cospiratori mettono in dubbio l'onore di Jon poiché si era alleato con i bruti ed era intenzionato a scendere in campo contro Roose e Ramsay Bolton.
Nella serie televisiva Il Trono di Spade, tratta dai romanzi, è interpretato da Michael Condron.

### Chett
Personaggio presente fin dal primo libro, è un attendente dei Guardiani della notte e il terzo personaggio con un punto di vista nel prologo e compare in Tempesta di spade, terzo volume originale. Ne Il gioco del trono il suo ruolo era di aiutante di Maestro Aemon ma per via dell'intervento di Jon Snow che raccomanda Samwell Tarly finisce per essere assegnato a custode dei mastini e in questo ruolo finisce più volte per partecipare a ricognizioni oltre la Barriera. Fa parte del corpo di spedizione guidato dallo stesso Lord Comandante Mormont oltre la Barriera e con i suoi confratelli raggiunge l'antica fortificazione conosciuta Pugno dei Primi Uomini. Tuttavia le difficili condizioni ambientali in cui si ritrovano i Guardiani della notte, unita alla prospettiva di uno scontro con i Bruti da una posizione dalla quale non ci si può ritirare, spinge alcuni confratelli a tramare l'assassinio dei propri ufficiali per poter fuggire. Chett è uno dei cospiratori e decide di vendicarsi di Samwell Tarly che ritiene il responsabile delle sue sventure ma il suo tentativo di assassinio e il piano dei suoi compagni viene bloccato quando le pattuglie dei Guardiani sul Pugno dei Primi Uomini suonano per tre volte i loro corni, segnalando l'attacco degli Estranei. Chett è talmente terrorizzato al terzo suono del corno da urinarsi nei pantaloni.

### Clydas
Attendente di maestro Aemon.

### Dareon
Ex apprendista cantante, si ritrova sulla Barriera perché è stato trovato da lord Rowan di Goldengrove a letto con la figlia. Secondo la versione di Dareon la ragazza era consenziente, ma essendo stata scoperta dal padre non ha esitato ad accusarlo di stupro. È stato assassinato da Arya Stark a Braavos, dopo che quest'ultima aveva scoperto che Dareon aveva disertato.

### Dirk
Dirk è un ranger dei Guardiani della notte e deve il suo nome alla sua arma preferita che affila in silenzio ogni notte. Prende parte alla Grande escursione, la spedizione che parte dal Castello Nero per andare alla ricerca dei bruti. È uno dei cospiratori che hanno intenzione di uccidere il comandante Jeor Mormont e altri confratelli. Sopravvive alla Battaglia al Pugno dei Primi Uomini e, insieme agli altri, torna verso la Barriera. Lungo il tragitto il gruppo si ferma al Castello di Craster. Quando altri confratelli iniziano a insultare il padrone di casa fino a spingerlo ad attaccarli, Dirk sgozza Craster e lo uccide durante l'ammutinamento. I ribelli vagano nella Foresta Stregata con l'intenzione di dirigersi a sud verso la Barriera, ma verranno uccisi da Manifredde e i suoi corvi. Estate, il metalupo di Bran Stark, trova i corpi e mangia alcune parti.
Nella serie televisiva Il Trono di Spade, tratta dai romanzi, Dirk non compare, ma insieme a Karl Piededuro è stato usato come ispirazione per creare il personaggio di Karl Tanner.

### Eddison Tollett
Membro della famiglia Tollet. È conosciuto con il nome di Edd l'Addolorato, per via del suo cupo senso dell'umorismo e del continuo lamentarsi per le sue sfortune. Diventa grande amico di Samwell Tarly e di Jon Snow.
Nella serie televisiva Il Trono di Spade, tratta dai romanzi, è interpretato da Ben Crompton e in italiano è doppiato da Alberto Caneva.

### Gared
Ranger veterano, ha più di quarant'anni. Perse le orecchie, tre dita dei piedi e uno della mano a causa del freddo. Diserta dopo che i membri della pattuglia a cui appartiene vengono uccisi dagli Estranei durante una perlustrazione oltre la Barriera. Per aver disertato viene condannato a morte, la sentenza verrà eseguita da lord Eddard Stark, con la storica spada degli Stark "Ghiaccio", in presenza di tutti i figli maschi. Prima di morire Gared racconta di aver visto gli Estranei, ma non viene creduto.
Nella serie televisiva Il Trono di Spade, tratta dai romanzi, è interpretato da Dermot Keaney e il suo ruolo è stato scambiato con quello del personaggio Will; in italiano è doppiato da Mauro Magliozzi.

### Grenn
Amico stretto di Jon Snow. Il suo soprannome è Uri, poiché ricorda un grosso bue di montagna, è stato soprannominato in questo modo da ser Alliser Torne. Dopo la finta diserzione di Jon, Grenn sarà l'unico a prendersi cura di Samwell Tarly rifiutandosi di abbandonarlo.
Nella serie televisiva Il Trono di Spade, tratta dai romanzi, è interpretato da Mark Stanley e in italiano è doppiato da Mirko Mazzanti.

### Gueren
Reclutatore.

### Halder
Detto "Testa di Sasso". All'epoca de Il gioco del trono ha 16 anni. Nato in una cava è stato apprendista spaccapietre. Fisicamente è alto e muscoloso.

### Hobb
Detto "Tre dita". Cuoco del Castello Nero.

### Othell Yarwyck
Othell Yarwyck è il primo costruttore dei Guardiani della notte.
Nella serie televisiva Il Trono di Spade, tratta dai romanzi, è interpretato da Brian Fortune.

### Janos Slynt
Ex-comandante delle cappe dorate e, per un breve periodo, lord di Harrenhal. È stato "invitato" da Tyrion Lannister al Forte Orientale dei Guardiani della notte, per unirsi a loro, contro la sua volontà. Ha cospirato per divenire lord Comandante dopo la morte di Jeor Mormont, assieme ad Allister Thorne. È stato giustiziato da lord Snow, dopo aver disubbidito a un suo ordine e avergli mancato di rispetto.
Nella serie televisiva Il Trono di Spade, tratta dai romanzi, è interpretato da Dominic Carter e doppiato in italiano da Carlo Reali.

### Karl Piededuro
Karl è un attendente dei Guardiani della notte. Prende parte alla Grande escursione, la spedizione che lascia Castello Nero per andare alla ricerca dei bruti. È uno dei cospiratori che hanno intenzione di uccidere il comandante Jeor Mormont e altri confratelli. Karl sopravvive alla Battaglia al Pugno dei Primi Uomini e, insieme agli altri, torna verso la Barriera. Lungo il tragitto il gruppo si ferma al Castello di Craster. Durante l'ammutinamento, Karl si schiera dalla parte di Dirk. I ribelli vagano nella Foresta Stregata con l'intenzione di dirigersi a sud verso la Barriera, ma verranno uccisi da Manifredde e i suoi corvi. Estate, il metalupo di Bran Stark, trova i corpi e mangia alcune parti.
Il personaggio di Karl Tanner nella serie televisiva Il Trono di Spade, tratta dai romanzi, è solo parzialmente ispirato a Karl Piededuro.

### Jeren
Venne lasciato sulla soglia della casa di un septon. Viene descritto come un ragazzo delicato come una ragazza.

### Jaremy Rykker
Combatté per i Targaryen durante la rivolta di Robert Baratheon. Venne costretto ad entrare nei Guardiani della notte da Tywin Lannister dopo la presa di Approdo del Re da parte delle truppe del lord di Castel Granito.

### Matthar
Confratello.

### Owen
Detto Owen il Muflone.

### Pyp
Il suo vero nome è Pypar, detto "Scimmia", prima di entrare nella confraternita viaggiava per i Sette Regni al seguito di una compagnia di guitti. Dopo l'arrivo di Stannis Baratheon ha preso l'abitudine di prendere in giro la sacerdotessa rossa Melisandre di Asshai e il suo dio R'hllor. È molto risentito dal fatto che una volta che Jon è diventato lord Comandante non passa più tempo con i suoi amici.
Nella serie televisiva Il Trono di Spade, tratta dai romanzi, è interpretato da Josef Altin.

### Rast
Detto "Ratto", è stato condannato a prendere il nero per aver commesso uno stupro. Dopo la decisione di Jon Snow di proteggere Samwell Tarly dalle angherie di ser Alliser Thorne, Rast decide di continuare a eseguire gli ordini del maestro d'armi del Castello Nero. Smette di accanirsi contro Samwell Tarly solo dopo essere stato minacciato, nel cuore della notte, da Jon Snow insieme a Spettro e altri compagni. Muore durante la battaglia al castello, quando un Thenn lo trapassa con una lancia.
Nella serie televisiva Il Trono di Spade, tratta dai romanzi, è interpretato da Luke Barnes e in italiano è doppiato da Carlo Scipioni.

### Satin
Ragazzo proveniente da Vecchia Città dove si prostituiva. Magro e di aspetto gradevole, molto abile con la balestra. Entra nel gruppo di amici di Jon, anche se dopo il reclutamento.
Nella serie televisiva Satin è sostituito, con delle differenze sostanziose, dal personaggio di Olly, interpretato da Brenock O'Connor.

### Todder
Detto "Rospo". Il padre era proprietario di una taverna.

### Waymar Royce
È un ranger e comandante di 18 anni, sei mesi dopo aver prestato giuramento viene ucciso dagli Estranei durante un pattugliamento oltre la Barriera e si trasforma in un non-morto. Figlio di ser Yohn Royce, alfiere degli Arryn, venne mandato alla Barriera per ridurre il numero di eredi della casata.
Nella serie televisiva Il Trono di Spade, tratta dai romanzi, è interpretato da Rob Ostlere e in italiano è doppiato da Roberto Certomà.

### Will
Insieme al suo confratello Gared segue Ser Waymar Royce oltre la Barriera per ordine del Lord Comandante Mormont per seguire le tracce di alcuni Bruti, ma la missione finirà in tragedia: i tre rangers infatti trovano i cadaveri dei bruti ma vengono assaliti dagli Estranei. Ser Waymar viene ucciso da essi mentre Gared fugge, disertando i Guardiani della notte, mentre la sorte di Will è sconosciuta. Il prologo si chiude infatti con il giovane ranger che assiste alla rinascita di Ser Waymar come non-morto. Nella serie TV invece è Will a fuggire per poi finire giustiziato da Eddard Stark a Grande Inverno, mentre Gared viene ucciso dai bruti non-morti.
Nella serie televisiva Il Trono di Spade, tratta dai romanzi, è interpretato da Bronson Webb, ma il suo ruolo è stato scambiato con quello del personaggio di Gared; in italiano è doppiato da Corrado Conforti.